# Saint-Perreux
Saint-Perreux (en bretó Sant-Pereg) és un municipi francès, situat a la regió de Bretanya, al departament d'Ar Mor-Bihan. L'any 2006 tenia 1.120 habitants. Limita amb els municipis de Bains-sur-Oust i Redon a Ille i Vilaine, Saint-Jean-la-Poterie, Allaire i Saint-Vincent-sur-Oust a Morbihan. El seu nom prové de Petroc, monjo gal·lès.

## Demografia
| 1962                                       | 1968 | 1975 | 1982 | 1990 | 1999  |
| ------------------------------------------ | ---- | ---- | ---- | ---- | ----- |
| 661                                        | 709  | 803  | 894  | 926  | 1.041 |
| Des de 1962: població sense dobles comptes |      |      |      |      |       |

## Administració
| Període | Identitat | Partit |
| ------- | --------- | ------ |
| 2001-   | Guy David |        |